# Konstantin Zîreanov
Konstantin Gheorghievici Zîreanov (în rusă Константин Георгиевич Зырянов; n. 5 octombrie 1977, Perm) este un fotbalist rus care joacă la echipa FC Zenit Sankt Petersburg. Între 2006 și 2012 a jucat 52 de meciuri la echipa națională a Rusiei.